# Los Parraleños
Los Parraleños, o simplemente Parraleños, es un grupo musical argentino formado a mediados de la década de 1990. Originalmente lo integraban Sami Bucella, Carlitos Carnota, Fabio y Mariano Takara. Su estilo es una mezcla de diferentes ritmos que también incluyen ska, rock, cumbia, pop, música tropical, heavy metal, reggae y punk. Tal estilo es englobado por el grupo con el concepto de "Kumbia Samurai", ya que la mayoría de los integrantes de la banda son de origen japonés.
Parraleños saltó a la fama en el año 2002 con "Megadeth", una versión cumbiera-pop (con una introducción y final que utiliza el riff de "Symphony of Destruction", un clásico de la banda Megadeth) del hit de Leo García, "Morrisey".

## Historia
Comenzaron como grupo cuando un conjunto de amigos provenientes de distintas bandas de rock (RIP, Tintoreros y Simbiosis) se juntaron para tocar en fiestas de la comunidad japonesa. En un principio se llamaban "El Pelado Sosa y sus Parraleños", en alusión a Patricio Rey y sus Redonditos de Ricota. El nombre de "Parraleños" refiere a un vino de damajuana llamado "Parrales de Chilecito". Con el tiempo algunos de los integrantes abandonaron la banda y se sumaron otros, en su mayoría provenientes de la colectividad japonesa. Esta nueva incorporación agrega cosas al grupo, tomando con humor aspectos propios de su idiosincrasia. Comienzan más tarde a realizarse los "bailes parraleños" que ganan fama dentro de la comunidad japonesa.
En el 2000 Pipo Cipolatti los conoce durante una fiesta de casamiento y los invita a la televisión, en el programa que conducía en Canal 7. También en esa época se comienzan a realizar los bailes llamados "Lentejones bailables", donde se podía comer un plato de lentejas mientras tocaban. A fines del 2000 graban un demo en los estudios de Javier Calamaro.
En el 2001 realizan una presentación en el "Teatro Club", donde por primera vez salen pintados al escenario, como homenaje a las geishas, al teatro kabuki y, en cierto modo, a Kiss. Es en ese año también cuando actúan en el Centro Cultural San Martín, haciendo dos presentaciones en un mes, y comienzan a grabar su primer EP, llamado Diversión Kamikaze. Uno de los temas de ese disco (Megadeth, una versión cumbia-metalera del hit de Leo García, Morrissey) es elegido por la cadena Tower Records para un comercial de televisión. En febrero de 2002 graban el videoclip de Megadeth, que fue estrenado en MTV, llegando al puesto número 1 de la cadena y manteniéndose por tres semanas consecutivas allí. Durante el Mundial de fútbol acontecido en ese año, Los Parraleños obtienen repercusión mediática, siendo invitados a varios programas de televisión. En el mes de octubre de ese año, Parraleños fue nominado como "Mejor Artista Nuevo Sureste" en los premios MTV Video Music Awards Latinoamérica 2002.
En ese año fueron premiados por la Embajada de Japón como "Jóvenes destacados Nikkei".
En el 2003 fueron nominados como "Mejor Álbum Pop del Año" para los Premios Carlos Gardel a la música.
El 2 de julio de 2012, la banda informó mediante su Facebook oficial que Niko Takara, guitarrista y uno de los miembros fundadores del grupo, falleció a causa de un cáncer.

## Discografía
- 2002: Diversión Kamikaze (EP)
- 2004: Que no decaiga (Álbum)
- 2016: Kamikaze Party (Álbum)